# Procedimenti riguardanti i magistrati italiani
I procedimenti riguardanti i magistrati italiani sono dei procedimenti previsti dall'ordinamento giudiziario italiano, al fine di evitare potenziali situazioni di conflitto di interesse.
La legge 2 dicembre 1998, n. 420 ha ridisciplinato l'intera materia introducendo una tabella in cui sono indicati in maniera tassattiva i distretti di corte d'appello ove è spostata la competenza, evitando il precedente criterio del «tribunale più vicino» che aveva dato adito a varie complesse controversie interpretative, rischiando di inficiare il principio di imparzialità del giudice.

## Spostamento della competenza in ambito penale
A tal fine la predetta legge n. 420/1998 ha introdotto nel codice di procedura penale italiano una modifica che stabilisce, all'art. 11, comma 1, un particolare regime di deroga agli ordinari criteri che fissano la competenza per territorio. Così dispone:
Attualmente la legge fissa in modo rigido il distretto di Corte di appello competente fissandolo nel seguente modo:
- dal distretto di Roma al distretto di Perugia;
- dal distretto di Perugia al distretto di Firenze;
- dal distretto di Firenze al distretto di Genova;
- dal distretto di Genova al distretto di Torino;
- dal distretto di Torino al distretto di Milano;
- dal distretto di Milano al distretto di Brescia;
- dal distretto di Brescia al distretto di Venezia;
- dal distretto di Venezia al distretto di Trento;
- dal distretto di Trento al distretto di Trieste;
- dal distretto di Trieste al distretto di Bologna;
- dal distretto di Bologna al distretto di Ancona;
- dal distretto di Ancona al distretto di L'Aquila;
- dal distretto di L'Aquila al distretto di Campobasso;
- dal distretto di Campobasso al distretto di Bari;
- dal distretto di Bari al distretto di Lecce;
- dal distretto di Lecce al distretto di Potenza;
- dal distretto di Potenza al distretto di Catanzaro;
- dal distretto di Catanzaro al distretto di Salerno;
- dal distretto di Salerno al distretto di Napoli;
- dal distretto di Napoli al distretto di Roma;
- dal distretto di Cagliari al distretto di Roma;[1]
- dal distretto di Palermo al distretto di Caltanissetta;
- dal distretto di Caltanissetta al distretto di Catania;
- dal distretto di Catania al distretto di Messina;
- dal distretto di Messina al distretto di Reggio Calabria;
- dal distretto di Reggio Calabria al distretto di Catanzaro.

Si è venuta, perciò a creare una situazione di un ruolo importante ad esempio per Perugia che è competente per tutti i procedimenti che riguardano magistrati romani, mentre Brescia è competente per quello che riguarda Milano. È stata avanzata la proposta di creare un avvicendamento per evitare una concentrazione eccessiva di una funzione estremamente delicata.
Bisogna ricordare, inoltre, che la predetta legge ha introdotto anche l'articolo 11-bis nel codice di procedura penale, per determinare la competenza per territorio nei confronti dei membri della Direzione nazionale antimafia, parificando la situazione agli altri magistrati penali.

## Spostamento di competenza in ambito civile
Lo spostamento di competenza si determina oltre che in ambito penale, ossia quando il magistrato sia imputato, indagato o parte offesa, anche in campo civile, o sia sottoposto ad azione di rivalsa per responsabilità civile del suo operato. 
Infatti, in ambito civile, la legge n. 420/1998 ha introdotto l'art. 30-bis al codice di procedura civile, che stabilisce il foro per le cause in cui sono parti i magistrati, disponendo che le cause in cui comunque questi siano parti, e che secondo le norme ordinarie della competenza civile sarebbero attribuite alla competenza di un ufficio giudiziario compreso nel Distretto di Corte d'appello in cui il magistrato esercita le proprie funzioni, si abbia il trasferimento di competenza al giudice, ugualmente competente per materia, che ha sede nel capoluogo del Distretto di Corte d'Appello determinato ai sensi dell'articolo 11 del codice di procedura penale, ossia secondo la tabella suindicata. Tuttavia, qualora in tale distretto il magistrato è venuto ad esercitare le proprie funzioni successivamente alla sua chiamata in giudizio, è competente il giudice che ha sede nel capoluogo del diverso Distretto di Corte d'Appello individuato sempre ai sensi dell'articolo 11 del codice di procedura penale, ma con riferimento alla nuova destinazione.
Inoltre, l'art. 3 della legge n. 420/1998, ha modificato il comma 2 dell'art. 8 legge 13 aprile 1988, n. 117, relativo al Risarcimento di danni cagionati nell'esercizio delle funzioni giudiziarie e responsabilità civile dei magistrati, stabilendo che l'azione di rivalsa debba essere proposta davanti al Tribunale del capoluogo del Distretto di Corte d'Appello, determinato secondo la tabella suindicata.
Va precisato che la Corte Cost. (sent. n. 147/2004) ha sancito l'illegittimità costituzionale dell'art. 30-bis, comma 1, c.p.c.,, salvo che nella parte relativa alle azioni civili concernenti le restituzioni e il risarcimento del danno da reato, nei termini di cui all'art. 11 c.p.p..
Questo significa che tutte le altre le cause civili ordinarie (per es. un sinistro stradale, un procedimento per separazione o per divorzio, ecc) che riguardano un magistrato possono essere trattate dallo stesso ufficio giudiziario nell'ambito del quale opera il magistrato stesso.

## Spostamento della competenza in ambito penale militare
Analoga situazione è prevista dall'articolo 261-bis del codice penale militare di pace, aggiunto sempre dalla legge n. 420/1998, in quanto in relazione ai procedimenti riguardanti gli appartenenti alla magistratura militare italiana. La norma stabilisce che quando per i militari dell'Esercito, della Marina, dell'Aeronautica o della Guardia di Finanza che svolgano la funzione di giudice presso Tribunali militari o le Corti militari d'Appello si verificano le condizioni previste dall'articolo 11 del codice di procedura penale, si ha il trasferimento di competenza territoriale all'ufficio giudiziario competente, della causa del giudice militare presso il capoluogo della Corte d'appello o della sezione distaccata di Corte d'appello, determinato nel modo seguente: 
- dalla corte militare d'appello di Roma alla sezione distaccata di Napoli;
- dalla sezione distaccata di Napoli alla sezione distaccata di Verona;
- dalla sezione distaccata di Verona alla corte militare di Appello di Roma.

Bisogna precisare, tuttavia, che la Corte l'Appello militare, in seguito alla legge 247/2007 è stata accorpata nell'unica Corte con sede a Roma. Il legislatore non è ancora intervenuto a colmare tale antinomia.